# Chiesa di Sant'Eusebio (Camagna Monferrato)
La chiesa di sant'Eusebio è la parrocchiale di Camagna Monferrato, in provincia di Alessandria e diocesi di Casale Monferrato; fa parte dell'unità pastorale Santissimo Salvatore.

## Storia

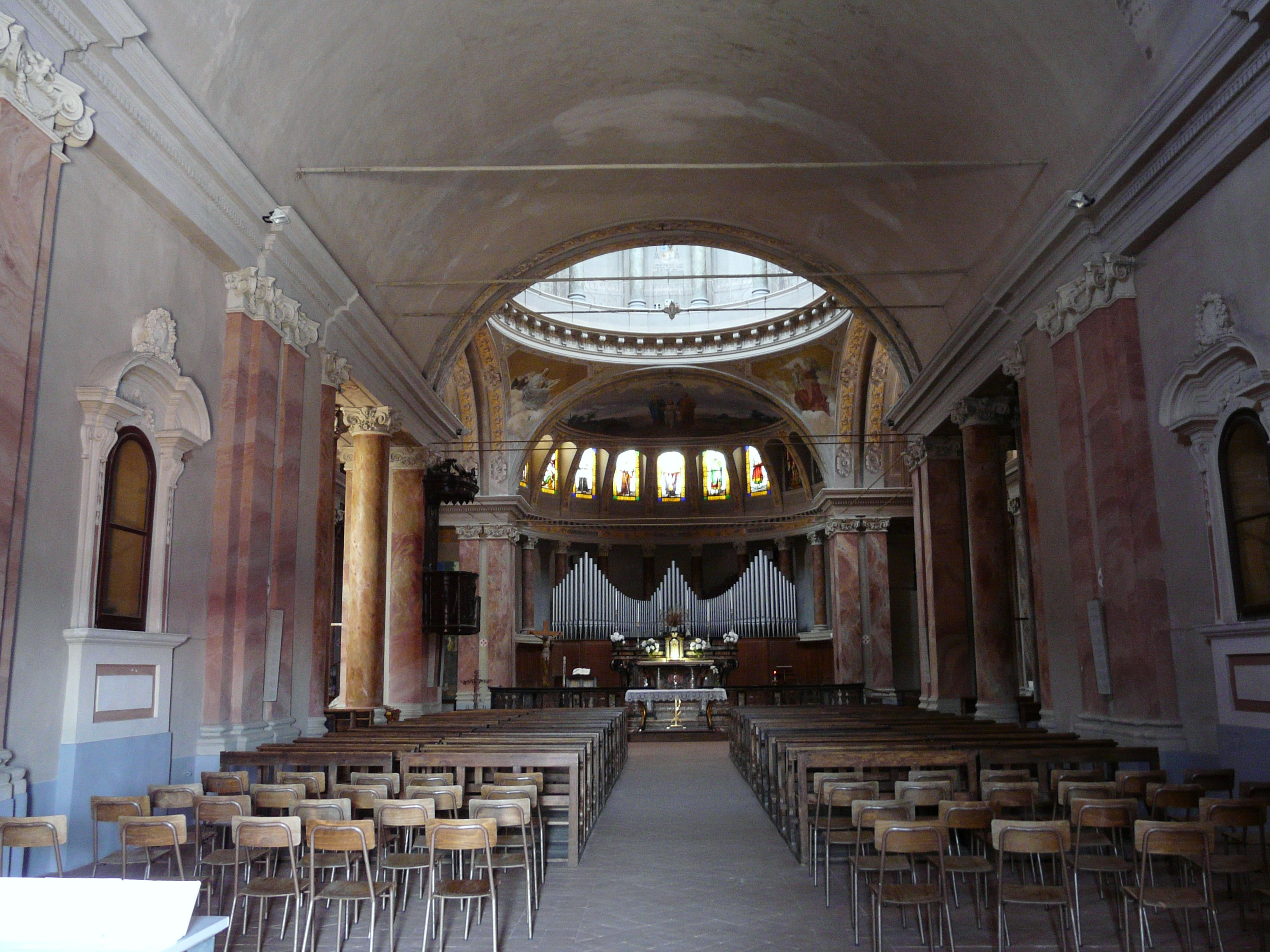
L'interno della chiesa

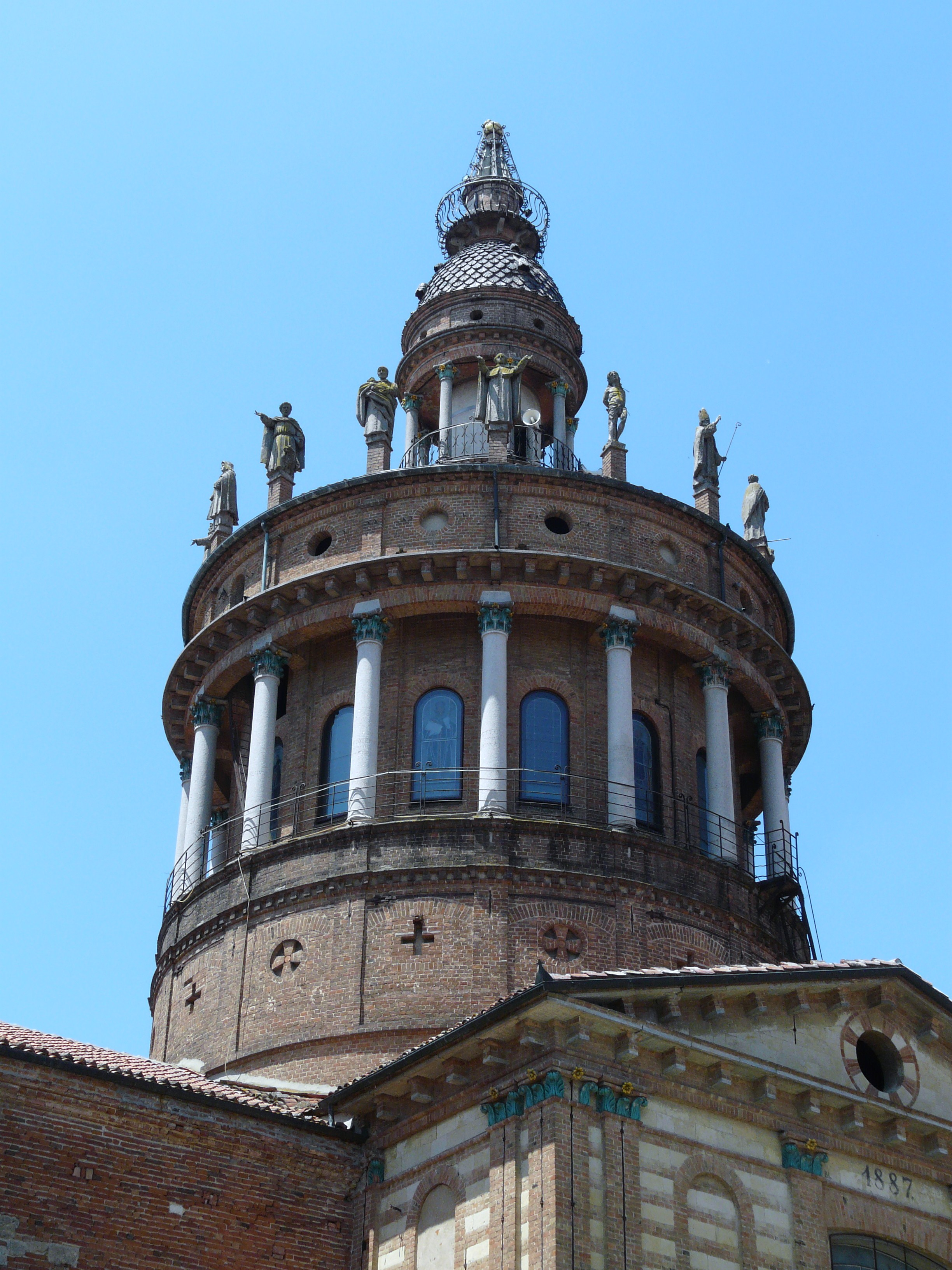
La cupola

La prima citazione di una chiesa a Camagna Monferrato, allora compresa nell'arcidiocesi di Vercelli, è da ricercare in un documento del 1299 in cui si parla dell'ecclesia da Chamagna; in atti del 1348 e del 1360 si trova nuovamente citazione dell'ecclesia de sancti Eusebii de Camagna.

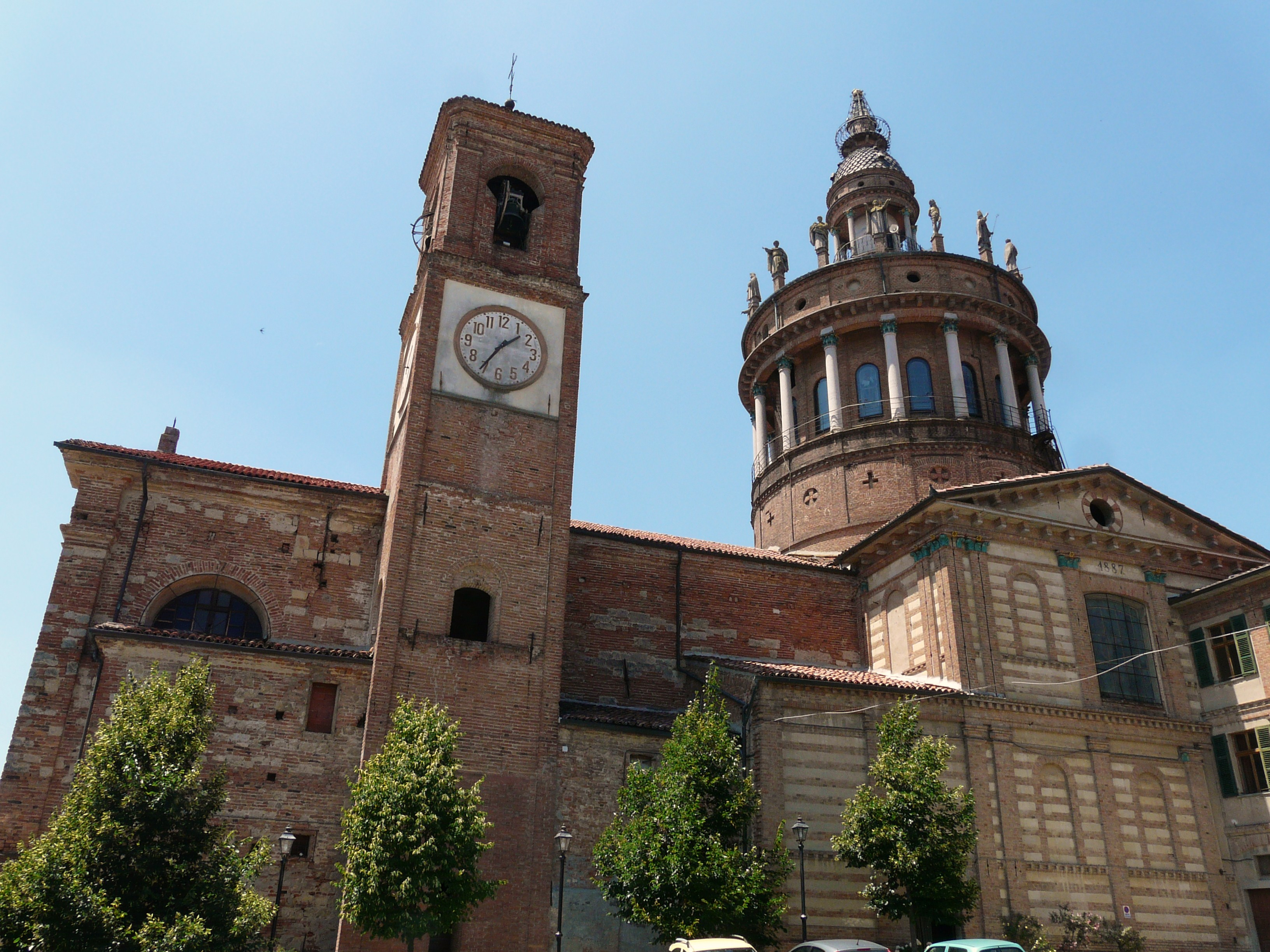
Il fianco della chiesa con la cupola e il campanile

Questa cappella, che era in stile romanico, venne demolita nel 1581. La ricostruzione della chiesa fu iniziata da Stefano Pelato riutilizzando i materiali provenienti dalla soppressa chiesa di Sant'Andrea; l'anno successivo, però, Pelato venne sostituito nell'incarico da Andrea della Giovara e la struttura fu ultimata nel 1621.
Nel 1627 venne edificata da Giovanni Tua la sacrestia sulla sinistra del coro, mentre quella sulla destra risale al 1712.
Nel 1794 la chiesa fu parzialmente rifatta su progetto di Giovanni Antonio Vigna; con l'occasione si allungò la navata e si rifece la facciata.
L'attuale parrocchiale, disegnata da Crescentino Caselli, è frutto del rifacimento condotto tra il 1885 e il 1890, mantenendo però la facciata della chiesa precedente del 1794.
Nel 1974 una parte del soffitto collassò e crollò uccidendo l'allora parroco don Giovanni Gasparolo. Nel 2001 venne inaugurata e aperta al culto dal vescovo Germano Zaccheo la cripta della chiesa.

## Descrizione

### Esterno
La facciata della chiesa presenta ai lati due pilastri ed è tripartita da due semicolonne, che sorreggono il timpano all'interno del quale si apre un oculo romboidale; il portale presenta un piccolo timpano.

### Interno
L'interno della chiesa è a pianta a croce latina. Opere di pregio conservate all'interno della chiesa sono la pala raffigurante la Santissima Trinità assieme alla Beata Vergine Maria e a San Giuseppe, l'altare maggiore in marmi policromi, costruito da Antonio Pelagatta, due tele ritraenti la Beata Vergine Assunta e san Bovo e le due statue della Madonna del Rosario e dell'Addolorata.